# 第四代莫頓伯爵詹姆斯·道格拉斯
第四代莫顿伯爵詹姆斯·道格拉斯（英語：James Douglas, 4th Earl of Morton，1516年？月？日—1981年6月2日），是苏格兰的贵族，詹姆一世的攝政，用计谋除掉玛丽一世的达恩利勋爵。